# Scymnodalatias garricki
 Scymnodalatias garricki  (лат.) — редкий вид рода сцимнодалатий семейства сомниозовых акул отряда катранообразных. Обитает в Атлантическом океане, встречается на глубине до 300 м. 
Известен всего по одному образцу, назначенному голотипом. Голотип представляет собой самца длиной 37,7 см, пойманного на Азорских островах в 1977 году (40°22' с.ш. 30°10' з.д.) на глубине 300 м. 
Размножается яйцеживорождением. 
Не является объектом коммерческого рыболовства. 
Вид назван в честь  профессора Дж.А.Ф. Гэррика, Университет Виктории, Веллингтон, Новая Зеландия.